# 船木頌介
船木 頌介（ふなき しょうすけ、1996年9月14日 - ）は、ジャパンラグビーリーグワン日野レッドドルフィンズに所属するラグビー選手。

## プロフィール
- 秋田県出身[1]。
- ポジションはプロップ(PR)。
- 身長 177 cm、体重 110 kg
- ニックネームはぴーちゃん。
- U20日本代表に選ばれたことがある[2]。

## 略歴
2015年、秋田工業高校卒業後、明治大学に入る。
2019年、明治大学卒業後、キヤノンイーグルス(現・横浜キヤノンイーグルス)に加入。
2021年2月21日にジャパンラグビートップリーグ第1節NTTドコモレッドハリケーンズ戦に先発出場で公式戦初出場を果たす。
2022年、日野レッドドルフィンズに加入。